# Kin-dza-dza!
Kin-dza-dza! (russo Кин-дза-дза́! ) è un film del 1986 diretto da Georgij Danelija. 
È un film di fantascienza satirico distopico.
Ha avuto un remake animato, Ku! Kin-dza-dza (Ку! Кин-дза-дза) del 2013 per la regia Georgij Nikolaevič Danelija.

## Trama
Due sovietici, zio Vova e Ghedevan, Skripač (soprannome che in russo vuol dire "violinista") incontrano per strada a Mosca un uomo che sembra un vagabondo. Questo domanda loro il numero del loro pianeta e fa vedere un dispositivo per viaggiare nello spazio-tempo. I protagonisti lo prendono per matto, schiacciano il pulsante del dispositivo e immediatamente si ritrovano in un deserto sabbioso.
I due scoprono di essere capitati su un altro pianeta, chiamato Pluk, della galassia Kin-dza-dza, popolato da abitanti umanoidi, i quali sono in grado di comunicare in ogni lingua umana. La loro civiltà è più avanzata in molte tecnologie - volano in aeromobili somiglianti a UFO, usano armi molto efficaci - e hanno capacità telepatiche. Ma la società e il pianeta versano in gravi condizioni. Tutto il pianeta è un deserto sabbioso con rovine di edifici e costruzioni arrugginite. La società di Pluk presenta relazioni barbariche o medievali.
I protagonisti cercano di trovare un modo di tornare sulla Terra, imbattendosi nelle strane usanze della società locale e, non incontrando nessun aiuto, vengono ingannati da molte persone. Per inizio hanno una scatola di fiammiferi, che sono una cosa di grande valore su Pluk.
A un certo punto i loro compagni plukani Uef e Bi hanno rubato il loro ultimo fiammifero, e subito sono stati arrestati da un ecilop (poliziotto) e messi nell'ezikh (carcere). In seguito zio Vova e Skripac, avendo la possibilità di tornare sulla Terra, per due volte decidono di restare su Pluk ed aiutare i loro compagni. Quelli non capiscono i motivi sinceri, e Uef domanda a zio Vova:
- Di' la verità almeno una volta nella tua vita! Perché non ti eri spostato con quell'idiota quando potevi? Cosa volevi? Pantaloni color lampone? La piscina di PG? Dimmelo!
I plukani stessi promettono di far tornare i protagonisti solo in cambio di molti fiammiferi.

## Produzione
La sceneggiatura venne riscritta numerose volte, prima, durante e dopo le riprese.
Durante le riprese Konstantin Ustinovic Černenko divenne capo dello Stato, e nella parola "ku" i censori videro le sue iniziali (K. U.) e dunque ritennero che il film potesse irriderlo. Mentre il regista stava inventando una nuova parola da sostituire ("ko", "ka", "ki"), il capo dello Stato morì e la necessità decadde.
Il successivo capo dello Stato, Gorbačëv, promosse una campagna contro l'alcolismo, e il regista dovette riscrivere e rigirare alcune delle scene del film. Inizialmente il personaggio di Ghedevan teneva infatti una bottiglia di alcol georgiano prodotto in casa. Secondo la sceneggiatura originale erano capitati sul pianeta Alfa invece della Terra perché si erano ubriacati. Il regista cambiò la parola "alcol" con "aceto" e rigirò alcune scene.

## Accoglienza

### Critica
Fantafilm scrive: "Stimato autore di commedie satiriche e surreali, Georgij Danelija si misura con la fantascienza per suggerire una metafora sulle condizioni di vita nell'Est europeo. La vicenda è impostata su timbri umoristici e scanzonati, ricchi di allusioni taglienti e di lucida coscienza politica."

## Riconoscimenti
- Rio-de-Janeiro (1987), "Per la concezione figurativa";
- "Nika" (1987), per il compositore Gh. Canceli e la regia del suono di E. Popova

## Influenza culturale
Gli spettatori del film riconoscevano nella società di Pluk una parodia grottesca di quella sovietica. I poliziotti di Pluk non fanno che chiedere soldi. Le persone sono rigidamente divise in due caste, i ciatlani (prevalentemente privilegiati) e i pazachi (rassomiglianti ai non aderenti al partito). Mentre tutti erano capaci di telepatia, ingannavano gli altri mentendo nei pensieri. Questo fatto, e il fatto che molti a Pluk affermassero di amare il capo del planeta, Pe-Gè (ПЖ), facevano venire in mente la realtà sovietica.
Il regista Georgij Danelija nelle interviste ha sempre affermato di non avere avuto lo scopo di riflettere l'URSS, ma piuttosto di immaginare che cosa succederà se il mondo andrà avanti. Danelija dice scherzando che molte cose si sono avverate, come la divisione in pazachi e ciatlani, o la lingua che si semplifica sempre più (vedi sotto).
Kin-Dza-Dza è rapidamente diventato un film cult tra i giovani nell'URSS. Certe parole e molte espressioni vengono citate tuttora. Molti di quelli che erano collegati ad Internet nell'ex URSS riportarono una forte impressione del film, al punto tale che tuttora uno dei saluti comuni nelle chat, soprattutto in IRC, è ku (russo "ку").

## Progetto moderno
Nel 2013 è stato realizzato un remake in forma di lungometraggio d'animazione, diretto dallo stesso regista Georgij Danelija e da Tatyana Ilyina.

## Vocabolario plukano
Dato che possono leggere nei pensieri, la lingua degli abitanti di Pluk consiste solo di 2 parole principali:
- ku (ку) - ogni parola
- kiu (кю) - imprecazione ammissibile in società

e di poche parole per indicare gli oggetti presenti sul pianeta:
- pepeláz (пепелац) - nave interstellare
- chezè (КЦ, кэцэ) - fiammifero
- ciatlo (чатл) - l'unità monetaria
- ecilóp (эцилоп) - poliziotto (dall'inglese police letto al contrario)
- tsac (цак) - campanella per il naso
- luz (луц) - carburante per i pepeláz estratto dall'acqua
- gravizáppa (гравицаппа) - dispositivo che permette ai pepeláz di volare nello spazio
- ezíkh (эцих) - cassa per prigionieri (carcere)
- cappa (каппа) - un pulsante